# Allerheiligenkirche (Erfurt)

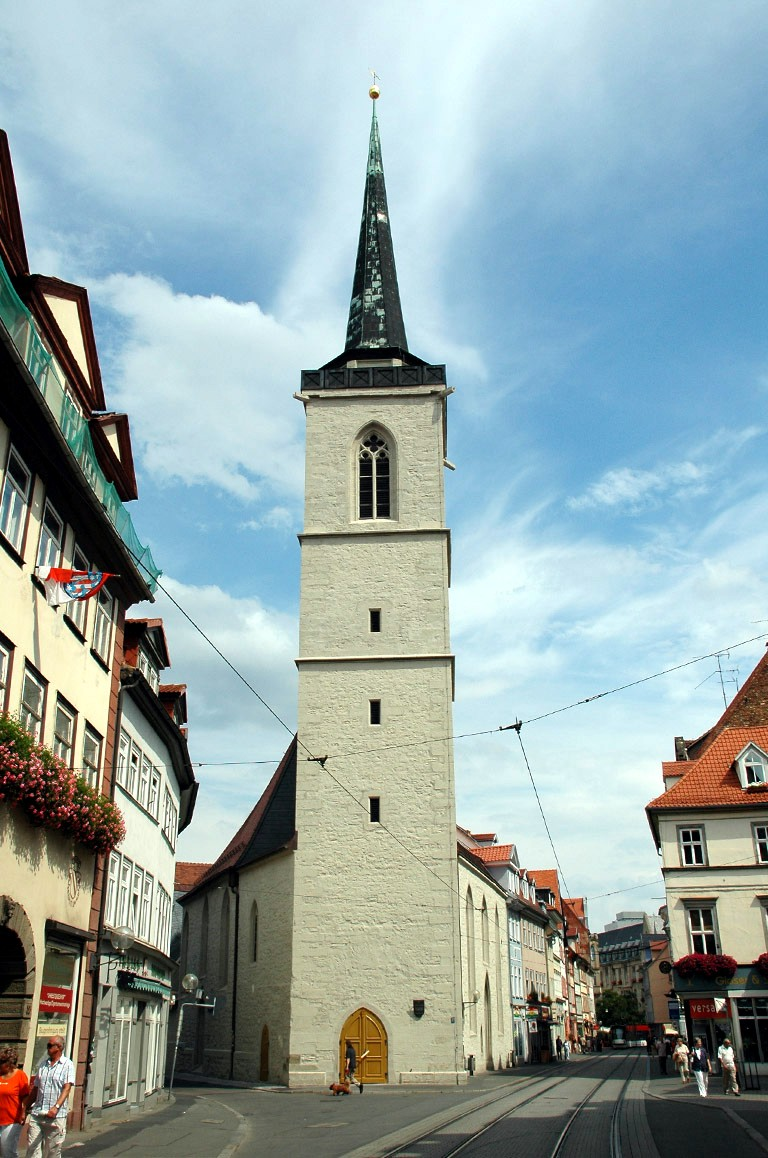
Allerheiligenkirche mit Westturm in Erfurt

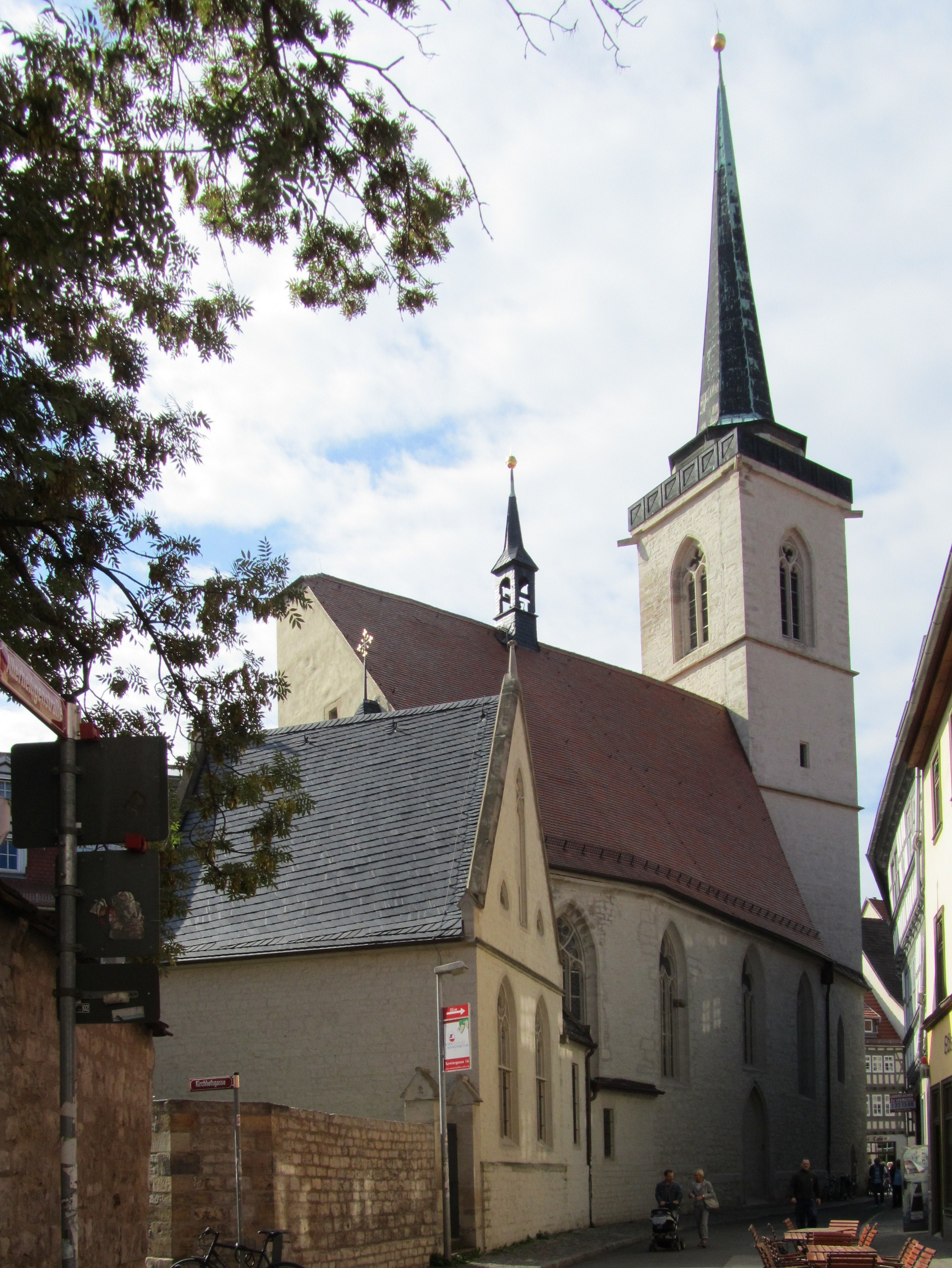
Rückansicht aus der Allerheiligenstraße

Die römisch-katholische Kirche Allerheiligen steht in der Altstadt der thüringischen Landeshauptstadt Erfurt. Sie ist Nebenkirche des Erfurter Doms im Dekanat Erfurt des Bistums Erfurt und Kolumbarium. Sie trägt das Patrozinium Allerheiligen.

## Lage
Sie steht an der Gabelung der Allerheiligen- und Marktstraße im Zentrum von Erfurt.

## Geschichte
1117 wurde die Allerheiligenkirche von dem Presbyter Erkenbert und dem erzbischöflichen Vitztum Adalbert als Augustinerchorherrenstift mit Kloster und Hospital gegründet. 1125 bestätigte der Mainzer Erzbischof Adalbert I. von Saarbrücken erstmals schriftlich durch eine Urkunde die Stiftung. Im gleichen Jahr wurde vermutlich auch die Kirche eingeweiht. 1222 wütete ein Brand in der Altstadt, dem die Kirche und das Kloster größtenteils zum Opfer fielen. Das zugehörige Hospital wurde 1234 das letzte Mal erwähnt und wohl bald darauf an die Reglerkirche verlegt oder aufgehoben. An der Stelle des Hospitals stand später das Haus zur Engelsburg, das ab dem 15. Jahrhundert in den Besitz von Universitätsprofessoren gelangte. Der beim Stadtbrand zerstörte Kirchenbau besaß wahrscheinlich lediglich ein Kirchenschiff in rechteckiger Form sowie einen nach Süden herausgerückten Westturm.
Während des bis ins 14. Jahrhundert andauernden Wiederaufbaus der Allerheiligenkirche im gotischen Stil passte man den Grundriss der Straßenführung an. So verlaufen die Wände des Langhauses bis heute nicht parallel, sondern beginnen schmal am Westturm und verbreitern sich nach Osten. Außerdem wurde das Kirchenschiff in zwei Teile getrennt und erhielt ein Dachwerk mit zwei hölzernen Spitztonnen. Diese Konstruktion ist bis heute erhalten, wird aber von einer im 19. Jahrhundert eingezogenen Flachdecke verborgen. Der quadratische Westturm mit seinem spitzen Helm erlitt häufig Beschädigungen durch Blitzeinschläge. So musste der Turm mit seiner Spitze 1487, 1628 sowie 1870 erneuert werden. Während der Reformation stellte man den Gottesdienst 1525 ein, führte ihn aber schon wieder ein Jahr später 1526 fort. 1724 errichtete Johann Georg Schröter in der Kirche die erste Orgel, die später durch ein 1806 gefertigtes Instrument ersetzt wurde.
Zwischen 1896 und 1898 führte man umfangreiche Umbauarbeiten an der Allerheiligenkirche durch und baute dabei im Osten des Nordschiffes einen polygonalen Chor mit einer Sakristei an und entfernte einen Sakristeieinbau im Südschiff. Des Weiteren wurde die Westempore mit der Orgel erneuert und der ehemalige dreiteilige Barockaltar an die Ostwand des Südschiffes versetzt. Zuletzt mauerte man das Nordportal zu und öffnete dafür das Südportal. 1915 und 1919 wurde das Kircheninnere unter Leitung von Hanftmann neu ausgemalt.
1936 ging die Gemeinde der Allerheiligenkirche in der Dompfarrerei auf und dient seither als Nebenkirche des Doms.
Seit 2007 besitzt sie als erste römisch-katholische Kirche in Mitteldeutschland ein Kolumbarium.

## Architektur und Ausstattung

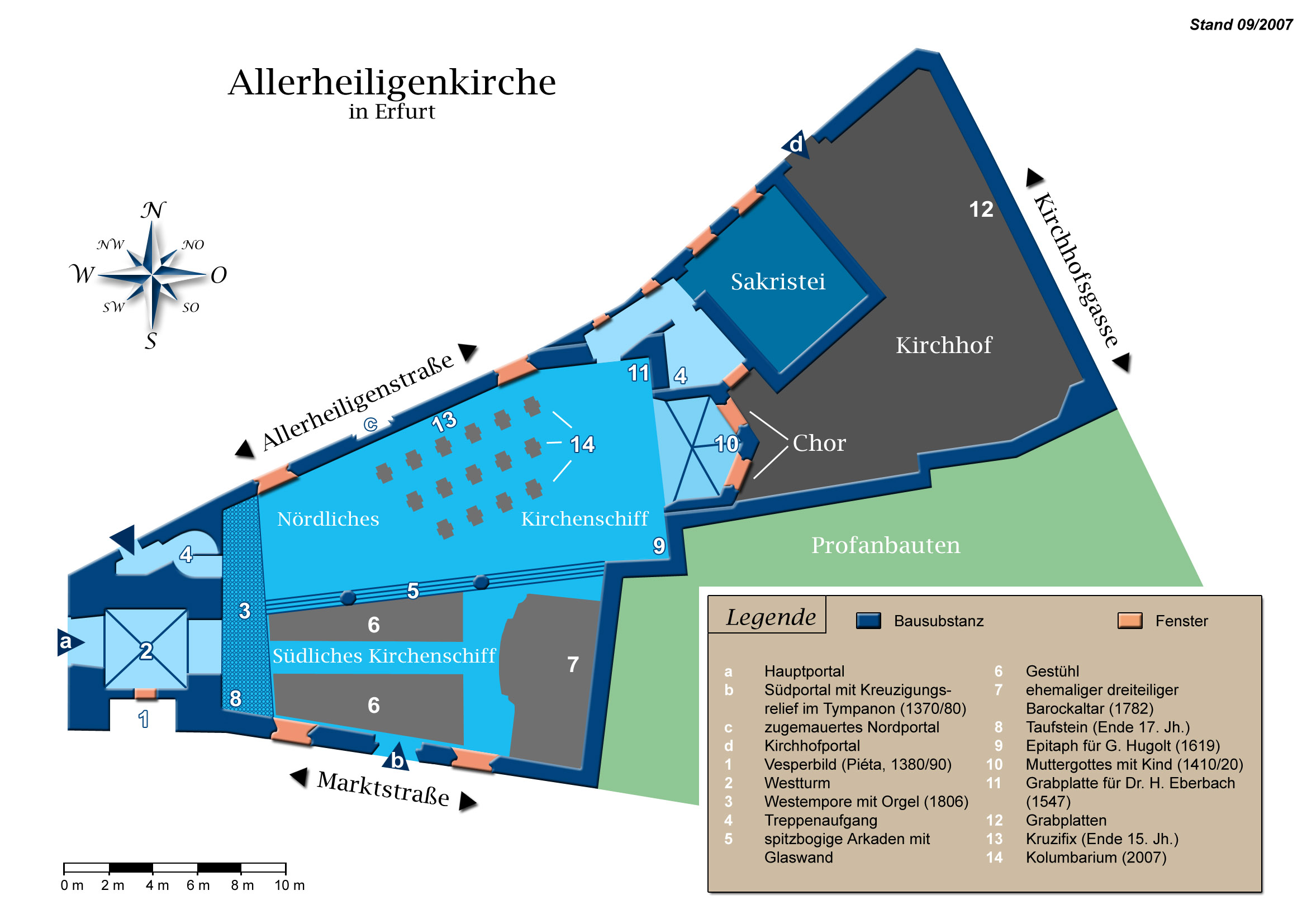
Grundriss der Allerheiligenkirche

Die Allerheiligenkirche ist eine Hallenkirche im Stil der Gotik. Sie besitzt insgesamt drei spitzbogige Portale, von denen aber das Nordportal Ende des 19. Jahrhunderts zugemauert wurde. Das Südportal besitzt im Bereich des Tympanons ein Sandsteinrelief von 1370–80, das die Kreuzigungsgruppe darstellt. Die Querbalken des Kreuzes ähneln gebogenen Ästen, die reiche Früchte tragen, und sollen vermutlich den Baum des Lebens symbolisieren. In einer ebenerdigen Nische an der Turmsüdseite steht ein steinernes Vesperbild (Pietà) von 1380–90 und zeigt Maria mit dem kindhaft klein gebildeten Leichnam Christi.
Durch das Hauptportal im Westen gelangt man zunächst in ein Kreuzgratgewölbe aus dem 18. Jahrhundert, dem Turmuntergeschoss. Es dient zugleich als Eingangshalle und besitzt nach Osten hin einen spitzbogigen Durchgang mit einem Eisengitter. Im anschließenden Langhaus befindet sich auf der linken Seite, in einem Anbau an den Kirchturm, ein steinerner Aufgang aus dem 19. Jahrhundert, über den man die Westempore mit Orgel und das zweite Turmgeschoss erreicht. Eine hölzerne Treppe im Turm führt in die nächsthöheren Stockwerke, entlang am hölzernen Glockenstuhl mit seiner Bronzeglocke von 1619 und an der Türmerwohnung. Schließlich gelangt man durch eine Tür im achten und letzten Geschoss, dem Helmunterbau, auf die 36 Meter hoch gelegene Galerie (Aussichtsplattform) mit Balustrade. Zusammen mit der langen und schlanken Helmspitze erreicht der Kirchturm eine Höhe von insgesamt 53 Metern und ist damit der höchste der Erfurter Altstadt. Das nach Osten breiter werdende Langhaus wird nach oben durch eine Flachdecke mit Satteldach begrenzt und besitzt in der Mitte des Firstes einen Dachreiter mit Glocke von 1415 (Gewicht 75 Kilogramm).

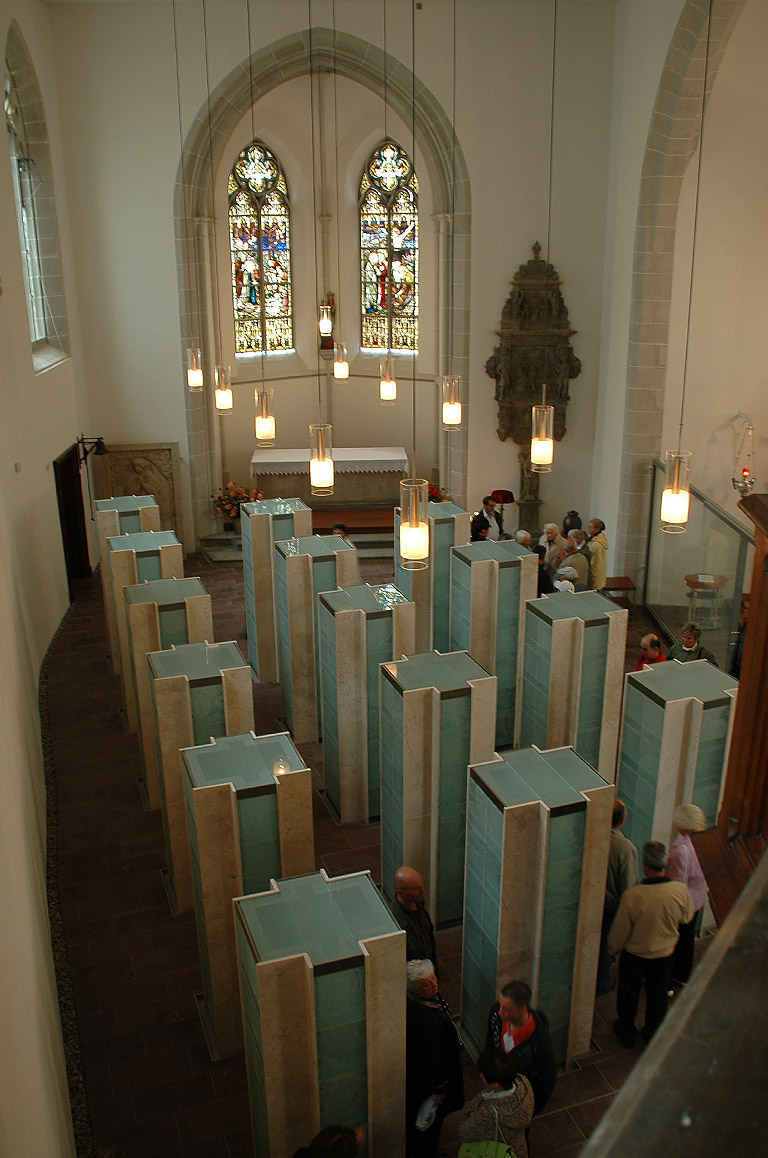
Nordschiff mit Kolumbarium
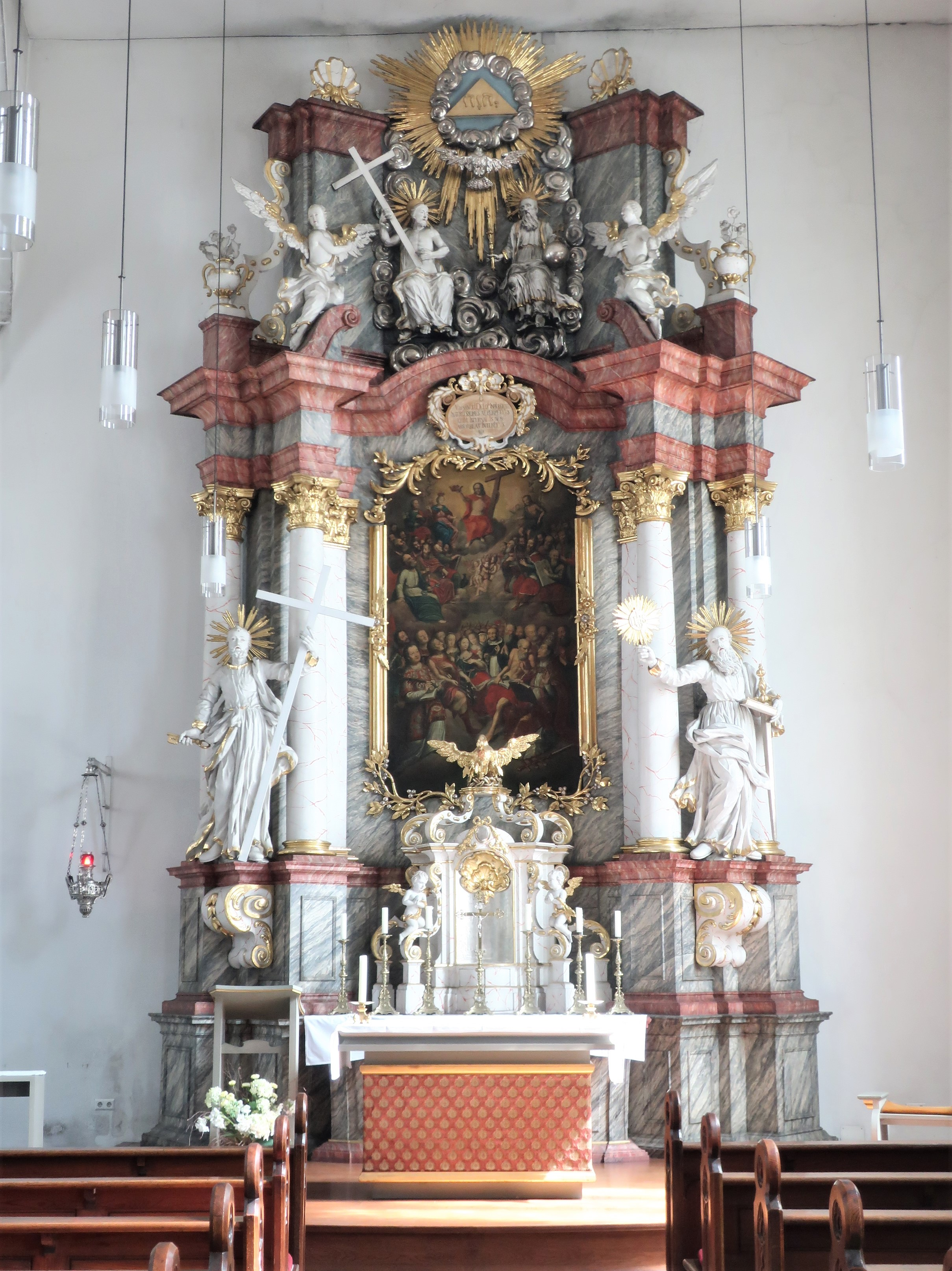
Barockaltar (1782)

Das Innere wird durch zwei achteckige Pfeiler mit drei spitzbogigen Arkaden in zwei Kirchenschiffe geteilt. Im nördlichen befindet sich seit 2007 ein Kolumbarium für Christen und Nichtchristen, das die Erfurter Künstlerin Evelyn Körber entwarf. Es besteht aus 15 übermannshohen Stelen mit jeweils 42 Urnenfächern und ist aus leicht rötlich geädertem Thüringer Kalkstein und sandgestrahltem Glas gefertigt. Die Begräbnisstätte wird durch eine zwischen den Arkaden verlaufende Glaswand von dem übrigen Kirchenraum getrennt und kann nur von Angehörigen mit einer Chipkarte betreten werden. Nach Osten hin sind an das Nordschiff eine Sakristei mit einem Zwischenbau und ein sechseckiger Chor, der drei Stufen höher liegt als das Langhaus, angebaut. Der Chor besitzt zwischen seinen gotischen Fenstern eine aus Lindenholz geschnitzte Muttergottes mit Kind von 1410–20 und wird am Eingang von zwei Grabsteinen flankiert. Dabei handelt es sich auf der linken Seite um einen Grabstein zu Ehren des damaligen Universitätsprofessors Heinrich Eberbach von 1547 und auf der rechten um ein Reliefepitaph für Georg Hugolt von 1619. Alle anderen der ehemals zahlreichen Grabplatten im Inneren der Kirche wurden Ende des 19. Jahrhunderts in den nebenan gelegenen Kirchhof verlegt. An der Nordwand des Nordschiffes hängt ein lebensgroßes Kruzifix aus dem Ende des 15. Jahrhunderts. Nach der Fertigstellung des Kolumbariums 2007 finden Gottesdienste nur noch im südlichen Kirchenschiff statt. An dessen Eingang steht ein achteckiger Taufstein aus dem 17. Jahrhundert und an der Ostwand der ehemalige dreiteilige Barockaltar von 1782. Das Altarbild besteht aus Christus mit seinen Heiligen und wird von der heiligsten Dreifaltigkeit in plastischer Ausführung überthront sowie von zwei lebensgroßen Schnitzfiguren der Apostel Petrus und Paulus flankiert. Hinter dem Altar wurden während der Sanierungsarbeiten im Jahr 2006 Fragmente eines Wandbildes von 1372–1420 gefunden, die die Füße des gekreuzigten Christus zeigen. An die Ostwand des Südschiffes und an den Kirchhof schließen sich Profanbauten an.